# ヴァルキリープロファイル 咎を背負う者
『ヴァルキリープロファイル 咎を背負う者』（ヴァルキリープロファイル とがをせおうもの）は、スクウェア・エニックスが2008年11月1日に発売したニンテンドーDS用ゲームソフト。

## 概要
ヴァルキリープロファイルシリーズの3作目（移植作を除く）。人間の視点から見た人と神の物語。神への復讐を軸に物語が進み、サブタイトルともなっている「咎」がストーリーにもシステムにも深く関わっている。
ストーリーは『VP1』および『VP2』と世界観を同じくしており、本作の時代はVP1の数十年前である。
発売日は発表当時2008年10月2日を予定していたが、10月30日に延期となり、最終的には11月1日に変更となった。

## ストーリー
7年前のとある戦争で、主人公ウィルフレドの父、セオドールが戦死し、戦乙女ヴァルキリーによりエインフェリアに選定された。しかし誉れとされるその選定は、一家の大黒柱である父という存在をウィルフレドの家庭から奪うのと同義であった。父が亡くなったことによる貧困により妹は衰弱死し、そのことから母は心を病み、ウィルフレドの家庭は崩壊してしまう。
「自分たちをこんな風にしたのは、全て戦乙女のせいだ」と、ウィルフレドは「死神」戦乙女への復讐心を募らせていく。そして、自らがエインフェリアとなって戦乙女に近付き、復讐を果たそうと考えたウィルフレドは、親友のアンセルと共に戦場を渡り歩く傭兵となった。

## ゲームシステム

### 基本
プレイヤーは、主人公であるウィルフレドを操り、アルトリア国内紛で世情の荒れている町や戦場を渡り歩き、ヴァルキリーに復讐するための力を得るため、旅と戦闘を重ねていく。
過去のシリーズとは違い、「咎を背負うもの」（以下、「咎」）においては、主人公に移動の自由はほぼなく、ストーリー進行上必要な場所を渡り歩く形となる。また、寄り道出来るダンジョン等もなく、各チャプターで時折現れるフリーバトル（各MAP1回のみ）がその代替となっている。

### 女神の羽
特徴は、ストーリー上で仲間になったキャラクターに「羽」を使うシステム。戦闘マップにおいて、ウィルフレドが所有する「女神の羽」を使うことにより、味方の潜在能力を引き出すことが出来る。能力値が10倍となる他、バランスを崩すほどの強烈なスキルが発動するなど、戦局を大幅に有利な方向に運ぶことが出来る。
しかし、「羽」を使われ、潜在能力を引き出されたユニットは、その戦闘マップが終了した後、必ず死んでしまう。通常の戦闘不能状態とは異なり、羽を使われたキャラクターは二度と蘇らず、使用することが出来なくなってしまう。なお、「羽」の使用により発動した強力なスキルは、弱体化しながらもウィルフレドに継承される。
基本的には、「羽」を使用して仲間を生贄に捧げ、咎を積んでウィルフレドの能力を高め、ヴァルキリーへの復讐を果たすことが、本作の目的となる。

### 戦闘システム
「咎」の戦闘は、三次元マップをターン制で動く戦闘シミュレーションパートと、VP1におけるターン制戦闘パートとの二部構成で戦闘が行われる。シミュレーションパートで敵に接近、攻撃を選択すると、ターン制戦闘に突入する。
まず戦闘開始時に、セットアップを行い、戦闘に参加するキャラクターを選択する。戦闘に参加できるのは、ウィルフレドの他に3人までの最大4人。それぞれのパーティメンバーをひし形に配置していき、それがターン制戦闘パートにおける配置図となる。また、シミュレーションパートでの初期配置も、このひし形配置によって決定される。VP1においては、右端に配置されたメンバーが後衛として扱われたが、本作においてはそういった前衛後衛の概念はない。この他、セットアップ画面では、参加キャラクター選択の他、武具の装備を行ったり、スキルや攻撃技の設定を行う。スキルに関しては、「フィールドスキル」と「バトルスキル」をそれぞれ設定する。フィールドスキルはシミュレーションパートで使用し、バトルスキルはターン制戦闘において発動するスキルとなる。

#### AP（アクションポイント）
シミュレーションパート時にのみ登場する「AP（アクションポイント）」という概念がある。これは特殊な行動を行うときに必要なポイントで、敵を含む全てのキャラクターに設定されており、アイテム使用、フィールドスキル使用、魔法の使用の全てで共有されるポイントである。一律100を戦闘開始時に振り分けられ、レベルアップによる上昇はない。APはターン毎に10回復する。

#### シミュレーションパート
シミュレーションパートにおいては、移動の他、「攻撃」「待機」「アイテムの使用」「武器の変更」「フィールドスキルの使用」「魔法の使用（魔術師のみ）」「羽の使用（ウィルフレドのみ）」を行う。これらの行動は、全て移動後でも選択可能である。
攻撃
キャラクターの攻撃射程内に敵がいる場合選択可能。攻撃範囲は、「盗賊」「拳闘士」は、自分の前後左右4ます、「軽戦士」「重戦士」はそれに斜めのますを加えた周囲8ます、「槍闘士」は自分中心5×5の範囲、「弓闘士」は自分の周囲8ますを除いた自分中心9×9の範囲、魔術師は自分中心7*7となっている。攻撃にはAPを使用しない（魔術師攻撃含む、後述）。
待機
そのターンのシミュレーションパート行動を終了する。待機時には、APが、何か行動をした場合の2倍回復する。
武器の変更
装備している武器を変更する。変更するとターンが終了する。
アイテムの使用
APを消費してアイテムを使う行動である。アイテムそれぞれに消費APが設定されており、強力な効果を持つアイテムほど消費APが大きい。
フィールドスキルの使用
習得しているフィールドスキルを、APを消費して実行する行動である。ウィルフレドが継承した「羽」固有スキルもここに分別される。「羽」スキルを除外すれば、基本的には移動を有利にするスキルが中心となる。
魔法の使用
魔術師が使用可能で、習得している魔法を、APを消費して実行する行動である。味方のHPを回復させる魔法、味方の能力を向上させる魔法などの他、敵に対する魔法攻撃も行うことが出来る。これは「魔術師が攻撃を選んだ」場合とは違い、定められた範囲に魔法攻撃を発動させるもので、敵から反撃を受けることなく、ダメージを与えることが出来るものとなっている。「魔術師が攻撃を選んだ」場合はAPを消費しないが、「魔術師が攻撃魔法を使用した」場合は、定められたAPが消費される。ターン制戦闘パートの画面にはなるが、連携（後述）も発動しない。
羽の使用
ウィルフレドのみが使用可能で、味方の潜在能力を引き出すことが出来る。

#### 攻撃
シミュレーションパートで、「攻撃」コマンドを選択すると、ターン制戦闘パートに突入する。このターン制戦闘パートには、シミュレーションパートの行動を終えている、いないに関わらず、全ての味方が参加することが出来る。参加条件は、「攻撃」対象となった敵ユニットが、それぞれの攻撃範囲の中に入っているかどうかで決定される。
ターン制戦闘パートは、ほぼVP1を踏襲しており、A・B・X・Yのボタンキーを押すと、それぞれのキーに対応した位置にいるキャラクターが攻撃を行うというものである。戦士系のキャラクターには攻撃技が3種類用意されており、最大3回連続攻撃できる。装備武器によって攻撃回数が変化する。VP1と違い、発動する通常攻撃技は任意に設定が可能で、設定されている通常技の中からプレイヤーが任意で順序を入れ替えることが出来る。2回攻撃の武器の場合は、設定されたうちの一つ目と二つ目が発動する。魔術師系のキャラクターはあらかじめ設定した魔法で攻撃する。
攻撃を空中ヒットさせると魔晶石と呼ばれる石が得られ、個数に比例して戦闘後の経験値が増える。また、ダウン中の敵を攻撃すると、攻撃回数が回復する紫炎石が得られる。コンボを工夫し、空中コンボ、ダウンコンボを多く狙うことで、戦闘を有利に進めることができる。
画面左下には、青色のゲージ（決め技ゲージ）が表示されている。このゲージは攻撃を当てる事によってたまっていき、100になると各人が決め技を発動できるようになる。決め技でもこのゲージは増加するので、決め技をHITさせることで再びゲージが100になれば、続けて他のキャラクターの決め技を出すことができる。ただし、通常は4人の攻撃の合計で100になればいいのに対し、決め技を連続させるには1人の攻撃だけでゲージを100まで溜める必要がある。その代わりにゲージが0ではなくある程度溜まった状態からスタートするようになっているが、2人目・3人目と繋げるに従ってこの初期値が減っていくため、次のキャラクターの決め技につなぐことが難しくなっている。決め技は戦士系のキャラは固有の奥義、魔術師系のキャラはその時設定している魔法の強化版を使う。

#### アクティブフォーメーション
本作にはアクティブフォーメーションという、シミュレーションパート時の配置による支援設定がなされている。敵の前後左右を挟むような形でターン制戦闘パートに突入すると、アクティブフォーメーションが発動する。決め技ゲージの増加率が上昇したり、アイテムドロップ率が上昇したりするなど、戦況を有利に運ぶ上で重要な要素となっている。
シミュレーションとターン制戦闘を重ねて、各種条件（敵を全滅させる、リーダーを倒すなど）を満たすと、マップクリアとなる。

#### カルマ
カルマという概念が導入されており、敵に対して、最大HP以上のダメージを与える（オーバーアタック）と獲得することが出来る。マップ毎に集めなければならない量が設定されており、カルマを集めると、マップクリア後にエーリスから各種アイテムを与えられる。規定カルマの2倍を集めると、強力な武具を入手出来る。
規定カルマを集められなかった場合、次のマップにおいて「ヘルストーカー」という強力なモンスターが現れるペナルティが課される。

### エンディング
このゲームには、3つのエンディングが用意されている。セラフィックゲートに行くためにはすべてのエンディングを見る必要がある。
羽未使用エンディング
「羽」を一つも使用せずに、Chapter5までをクリアした場合に到達できるエンディング。
羽少量使用エンディング
Chapter5をクリアした時点で、「羽」の使用数が一定以下であった場合到達できるエンディング。
大量使用エンディング
Chapter5をクリアした時点で、「羽」の使用数が一定以上であった場合到達できるエンディング。

## 登場人物

### 主要人物
ウィルフレド
声 - 日野聡
クラス：軽戦士
本作の主人公。愛称は「ウィル」。7年前に父・セオドールが戦死してエインフェリアに選定された結果、一家は困窮を極め、後に妹・エルシーは死亡、そのショックから母は記憶退行を起こし、ウィルフレドの家庭は完全に崩壊してしまった。発端となった戦乙女のことを死神と恨み、復讐心を募らせる。戦乙女がエインフェリアに選定する際に残る“羽”を持つ。本来の性格は優しく直向きだが、復讐の事もあって上手く表に出せない。冥界の女王・ヘルと契約して、戦乙女と神々を倒す力を蓄えるため、エーリスと一緒に戦場を巡ることになる。
戦闘中に女神の羽を味方に使用することで、味方の潜在能力を引き出すことが出来る。羽を使用されたキャラクターは戦闘終了後に必ず死亡するが、その際に潜在能力として発動した特殊スキルはウィルフレドに受け継がれる。その際、特殊スキルの性能は若干低下するが、羽を使えば使うほどウィルフレドは強化される一方、増長して性格が邪悪に変貌していく。
決め技は「ヴェンジェンス・エッジ」。
アンセル
声 - 寺島拓篤
クラス：重戦士
ウィルフレドの幼馴染で、ヴァルキリーへの復讐をやめさせたいと思っている。ウィルフレドと村を出て傭兵となって共に戦場に立つ。底抜けに明るく、暗くなりがちなウィルフレドを常に励ます良き親友。
羽による覚醒で得られるスキルは、使用者の能力値を大幅に上昇させ、敵のターゲットを集める「ヴァリの目覚め」。
決め技は「ソニック・バースト」。
レナス・ヴァルキュリア
声 - 冬馬由美
本作のCエンディングルートのラストボス。運命の三女神の次女。長い銀髪を持ち、蒼穹の鎧をまとう美しい戦乙女（ヴァルキリー）。
決め技は「ニーベルン・ヴァレスティ」。
フレイ
声 - 川村万梨阿
本作のバッドエンディングルートのラストボス。アース神族の第二級神。主神オーディンに絶対の忠誠を誓っている。今作では、過度に仲間を覚醒させると登場し、増長したウィルフレドを粛清する。
隠しダンジョンであるセラフィックゲートでのみプレイヤーキャラとして使用可能。
決め技は「エーテルストライク」。
エーリス / ガルム
声 - 生天目仁美
本作のAエンディングルートのラストボス。ヘルよりウィルフレドを補佐するために遣わされた謎の美女で、普段は使用人の姿をしている。常にウィルフレドの傍に仕え、彼に様々な助言を与える。温厚で気品ある印象だが、どこか影がある。正体はニブルヘイムの魔獣である「ガルム」。
隠しダンジョンであるセラフィックゲートでのみプレイヤーキャラとして使用可能。
決め技は「シュヴァルツ・ブリッツェン」。

### その他の人物
セオドール
声 - 間宮康弘
本作のBエンディングルートのラストボス。ウィルフレドの父。腕の立つ傭兵だったが戦死してしまい、レナスにエインフェリアとして選定された。彼の死後にウィルフレドの一家は貧困に喘ぐことになる。Bエンディングルートでは復讐心に囚われたウィルフレドを止めるべく、自らの意思で敵として現れる。
決め技は「セレスティアル・インフェルノ」。
マルゴット
声 - 久嶋志帆
ウィルフレドの母。夫と娘の死により精神を病んでしまい、夫と出会った若い頃の時期まで記憶退行を起こしてしまう。当然我が子であるエルシーやウィルフレドの存在は忘れてしまっており、ウィルフレドをセオドールと思い込んで接している。
エルシー
声 - 武田華
ウィルフレドの妹。父の死後、貧しさによる飢えから衰弱して病死してしまう。
ティルテ
声 - 釘宮理恵
ウィルフレドとアンセルの幼馴染。穏やかな性格をしている。マルゴットの世話をしながら、ウィルフレドとアンセルの帰りを村で待つ。
ヘル
声 - 田中結子
冥界（ニブルヘイム）の女王。ウィルフレドに神々へ復讐する機会を与えた。

### 仲間になる人物
シェリファ
声 - 武田華
クラス：弓闘士
アルトリア情報部隊の暗殺者。暗殺稼業に手を染めることを厭うようになり、もっと広い世界を見てみたい、という望みの元、暗殺部隊を脱走する。自分を娘と思わないような振る舞いをする父・ロクスウェルに対して強い反発心を持っている。暗殺者という立場ながら（その立場を忘れるために）天真爛漫な性格で、「希望を持てるような世界じゃない」と嘯くウィルフレドに、「世界のいいところを見せてあげる」と諭した。
羽による覚醒で得られるスキルは、敵全体に対して麻痺の状態異常を与える「グレイプニルの枷」。
決め技は「シャイニー・スラッグ」。
ロクスウェル
声 - 大川透
クラス：魔術師
アルトリア情報部隊の魔術師。シェリファの父親。元は有力な家柄の当主だったが、ある事件により生まれたばかりの娘を守るため、表の生活を捨て情報部隊に身を投じることとなった過去がある。娘に対して不器用な振る舞いしか出来ないでいるが、心底では娘のことを何よりも大切に考えている。
羽による覚醒で得られるスキルは、敵全体に対して沈黙の状態異常を与える「ヴィダルの沈黙」。
アーネスト
声 - 星野貴紀
クラス：槍闘士
ヴィルノア軍の士官。ダリウスとは親友。基本的に曲がったことの嫌いな男で、義を大切にする騎士。アルトリア反乱軍のリーダーであるナタリアに手を貸す。ナタリアに関しては、男女を超えた強い友情を抱いている。
羽による覚醒で得られるスキルは、味方の攻撃から発生する紫炎石・輝炎石の発生率を増加させる「ドヴェルグの技」。
決め技は「ライトネス・ブロウ」。
ナタリア
声 - 田中敦子
クラス：盗賊
アルトリア反乱軍のリーダー。アルトリアの国情を憂い、反乱軍を率いていくことになる。協力者であるアーネストとは深い信頼関係で結ばれている。12年前に子供を出産しているが、困窮のために捨て置いてしまうこととなった。
羽による覚醒で得られるスキルは、味方全体の物理防御力を大幅に上昇させる「ヘルヴォルの加護」。
決め技は「カラミティ・レイン」。
ダリウス
声 - 鈴木貴征
クラス：軽戦士
ヴィルノア軍の士官。親友であるアーネストと共にアルトリア反乱軍を支援する。下級貴族の出で、そのことを強いコンプレックスとしている。
羽による覚醒で得られるスキルは、自身が受ける奥義を除くダメージを2倍にして相手に跳ね返す「バルドルの契約」。
決め技は「アイシクル・グレイヴ」。
グェンダル
声 - 平田広明
クラス：重戦士
流しの傭兵。純粋に戦いを楽しんで行う無頼漢にして、何につけても金が第一という生粋の傭兵。金のためなら手段を選ばず何でもやる冷徹さを持つが、仕事ぶり自体はきっちりしているなど、傭兵としての筋は通している。金にがめついのは、とある目的があるかららしい。
羽による覚醒で得られるスキルは、味方全体の攻撃に即死効果を付与する「ヴェイグの雄叫び」。
決め技は「ティラニカル・ブレイド」。
ヒューゴー
声 - 大塚明夫
クラス：槍闘士
元ヴィルノア軍指揮官で現在は傭兵。傭兵士長として人望を集める。かつて大きな戦で、息子の手によって殺されかけ、多くの部下を失ってしまう。それを契機に軍を離れ、彼は己の死に場所を求めるようになる。傭兵としてはじめての戦で、ウィルフレドとアンセルは彼と出会うことになる。
羽による覚醒で得られるスキルは、敵全体の物理攻撃力を大幅に減少させる「ビヴリンディの盾」。
決め技は「グランド・スピア」。
ミシェル
声 - 釘宮理恵
クラス：重戦士
ミレイユと双子の幼い傭兵。幼いながらも殺しを厭わない残酷な性格で、「楽しいから」という理由で戦場に立っている。幼児の頃、親に捨てられており、姉のミレイユと共に孤児院を抜け出し、戦場で死体漁りをしているときに傭兵に拾われ、戦士としての訓練を受けた。姉以外に興味はなく、ウィルフレドに対しても、姉が興味を持っているから、という程度の認識。
羽による覚醒で得られるスキルは、敵全体に対して凍結の状態異常を与える「ヨトゥンの雪」。
決め技は「イノセント・フラッド」。
ミレイユ
声 - 釘宮理恵
クラス：軽戦士
ミシェルと双子の幼い傭兵。ミシェルと同じく残酷な性格で、幼さ故もあるが、加虐的に人を殺す。命乞いをする相手に対しても容赦なく鉄槌を下す。幼児の頃、親に捨てられており、弟のミシェルと共に孤児院を抜け出し、戦場で死体漁りをしているときに傭兵に拾われ、戦士としての訓練を受けた。ウィルフレドの境遇に興味を持ち、「お兄さん」と呼んで慕うようになる。
羽による覚醒で得られるスキルは、リーダーと使用者以外に対してMAXHPの1/2のダメージを与える「ラタトスクの悪戯」。
決め技は「イノセント・フレイム」。
ローザ
声 - 中村千絵
クラス：魔術師
元アルトリア宮廷魔術師。魔術を使い各地で人助けを行い、「聖女」と呼ばれる。かつて師であるセンネルを暗殺した疑いで宮廷を追われることになった。同胞であったリーゼロッテを、その暗殺の真犯人であると疑っており、リーゼロッテと再会した際、再び悲劇の中に巻き込まれることとなる。
羽による覚醒で得られるスキルは、フェイズ開始時に味方全体のHPを大幅に回復する「エイルの祝福」。
リーゼロッテ
声 - 久嶋志帆
クラス：魔術師
元アルトリア宮廷魔術師。現在はよろず屋として放浪している。かつて師であるセンネルを暗殺した疑いで宮廷を追われることになった。同胞であったローザを、その暗殺の真犯人であると疑っており、ローザと再会した際、再び悲劇の中に巻き込まれることとなる。
羽による覚醒で得られるスキルは、全ての魔法攻撃を無効化する「クヴァシルの酒」。
ドュエイン
声 - 木村雅史
クラス：槍闘士
ローザの従者。元傭兵であり、ウィルフレドやセオドールとも面識がある。過去に大きな過ちを犯して大切なものを何もかも失い、自暴自棄になっていたところをローザに救われる。それ以来ローザの従者として付き従い、彼女を守りつつ贖罪のための新たな生き方を見い出した。腕は立つのだが、いまいち自分に自信が持てない気弱な一面を持つ。
羽による覚醒で得られるスキルは、味方の消費APを0にする「アールヴの吐息」。
決め技は「ウェイリング・クラッド」。
潮（うしお）
声 - 東地宏樹
クラス：侍
倭国から流れ着いた侍の若者。恩人の仇を討つため放浪している。自分を本当の息子のように育ててくれた師センネルの仇を探しており、リーゼロッテとローザのどちらかが暗殺の実行犯であるという情報を掴んだ彼は、二人の魔術師を追うことになる。もともとは、粗野ながらも気持ちのいい性格をした青年だったが、復讐の旅の中で、少しずつその性質に暗い影を落としていくこととなる。
羽による覚醒で得られるスキルは、味方の攻撃を全てクリティカルヒットにする「ヘズの一撃」。
決め技は「鬼切りの太刀」。
フォーネル
声 - 河野裕
クラス：魔術師
アルトリア宮廷魔術師の青年。平民出身ながらも宮廷に仕えるようになった。バルマーとは友人関係。家のためという信念の元、どんなことにも手を染めるが、基本的には真面目で考え込みがちな性格。かつてはセンネル卿の元、ローザ、リーゼロッテの三人で行動していた。あるルートの終盤で加入する。
羽による覚醒で得られるスキルは、敵全体に対して呪いの状態異常を与える「アンドヴァリの遺産」。
バルマー・ホーン
声 - 田島裕也
クラス：弓闘士
アルトリアの名門武家ホーン家の現当主。フォーネルとは友人関係。戦争の中で弟のニコラスを失い、武門の一族であるホーン家の中においてなるべく戦争を避けようとする考え方になり、妹のフィオナからの反発を招く。あるルートにおいては、更なる悲劇の中に投じられ、精神に異常を来たしてしまう。
羽による覚醒で得られるスキルは、味方全体の攻撃射程を増加させる「ヘーニルの魔弾」。
決め技は「ディヴァイン・アロー」。
フィオナ・ホーン
声 - 武田華
クラス：重戦士
アルトリアの名門武家ホーン家の末娘でバルマーの妹。勝気な性格で、兄を失った中、ホーン家において唯一気丈であらんとし、戦争を避けようと考え始めた家族に対して反発するようになる。バルマーに対しては、武門の名家の面目として表面上は反発しながらも、戦闘時の台詞等では妹としての気遣いが見え隠れしている。
羽による覚醒で得られるスキルは、全ての味方が、戦闘不能になっても即座に復活するようになる「ファーブニルの心臓」。
決め技は「クリムゾン・グレイス」。
オーギュスト・ホーン
声 - 木村雅史
クラス：拳闘士
アルトリアの名門武家ホーン家の元当主でバルマーとフィオナの父。現在は隠居の身で、現当主であるバルマーを補佐し助ける。かつてはエインフェリアに選ばれる事を良しとしていたが、次男のニコラスがエインフェリアに選定されて以来、それまでの価値観が揺らぎ、戦乙女に対し疑問を抱くようになる。もともとは魔術師だったが、とある戦場において拳での戦闘に魅せられ、己が肉体で戦うようになった。
羽による覚醒で得られるスキルは、全ての物理攻撃を無効化する「エシールの猛り」。
決め技は「閃功魔装頂膝破」。
ラインヒルデ・ホーン
声 - 田中結子
クラス：弓闘士
オーギュストの妻で、バルマーとフィオナの母。当主の時代からオーギュストを献身的に支える。弓闘士としてはバルマー以上の実力らしく、若い頃は「戦姫」と呼ばれ畏怖されていた。オーギュストと同じく次男のニコラスがエインフェリアに選定されて以来、それまでの価値観に悩むようになる。
羽による覚醒で得られるスキルは、敵全体に対して毒の状態異常を与える「アングルボタの誘い」。
決め技は「ベリアル・ワルツ」。
ラングレイ
声 - 間島淳司
クラス：魔術師
アルトリアの第一王子。しかし、生母は第二王妃だったために、王位継承権は第二位。大国に翻弄されるアルトリアを憂い、王位を受け継いで強国に育てようと考える。そのためには侵略も辞さないと考え、力を得たいと考えている。頭が良く、野心家で策略家。
隠しダンジョンであるセラフィックゲートでのみプレイヤーキャラとして使用可能。
クリストフ
声 - 立花慎之介
クラス：重戦士
アルトリアの第二王子。生母は第一王妃のため、王位継承権は第一位。力よりも話し合いですべてを解決したいと考える、心優しき青年だが、それ故に決断力に欠けることもあり、その性格を利用され、周囲の貴族たちから焚き付けられ兄王子との対立構造に巻き込まれる。
隠しダンジョンであるセラフィックゲートでのみプレイヤーキャラとして使用可能。
決め技は「ノーブル・ズィーガー」。
ロイエンバルグ
声 - 中村浩太郎
クラス：槍闘士
アルトリアの辺境を治める。亡きアルトリア王からの信望は厚かった。幼い頃のラングレイとクリストフの養育係的な立場だったが、貴族間の政争に疲れ辺境地へ下る。 貴族ながらも武術に長け、自ら先陣で戦うなど勇敢な人物。
隠しダンジョンであるセラフィックゲートでのみプレイヤーキャラとして使用可能。
決め技は「ライオット・ファング」。

## 用語
女神の羽
戦乙女がエインフェリアを選定する際に残していく羽。
ゲームシステム上の「女神の羽」の詳細や効果については#ゲームシステムの欄を参照。
咎人の剣
神々を討つことができる剣。過去のVPに出てきた武器「咎人の剣“神を斬獲せし者”」との関連性は不明。
ルート次第では装備品として「咎人の剣」が入手が可能で、隠しダンジョンでは強力な「咎人の剣“神を斬獲せし者”」が登場する。

## スタッフ
- プロデューサー：加藤渉
- ディレクター：勝亦俊介
- 企画・シナリオ原案：赤羽美保
- キャラクターデザイン：吉成鋼、吉成曜
- ミュージックコンポーザー：桜庭統
- シナリオ：大竹康師・宮城季詩子

## 関連商品
書籍
- ヴァルキリープロファイル 咎を背負う者 咎人の叙事詩（ISBN 978-4087794809）
- ヴァルキリープロファイル 咎を背負う者 公式コンプリートガイド（ISBN 978-4757523982）
- ヴァルキリープロファイル 咎を背負う者 ファイナルガイド（ISBN 978-4757745735）

CD
- ヴァルキリープロファイル 咎を背負う者 オリジナル・サウンドトラック
- ヴァルキリープロファイル 咎を背負う者 アレンジアルバム